# Wash (Prison Break)
| "Wash"                    | "Wash"                   |
| ------------------------- | ------------------------ |
| Capítulo #                | Temporada 2, Capítulo 18 |
| Guion                     | Nick Santora             |
| Director                  | Bobby Roth               |
| Emisión en Estados Unidos | 26 de febrero de 2007    |
| Cronología                |                          |
| Capítulo anterior         | Bad Blood                |
| Capítulo siguiente        | Sweet Caroline           |

"Wash" (o en español Lavado) es el decimoctavo capítulo de la segunda temporada de la serie de televisión Prison Break. Fue lanzado el 26 de febrero de 2007, con guion de Nick Santora y fue dirigido por Bobby Roth. La trama del capítulo gira en torno a la búsqueda de los hermanos por encontrar a un hombre llamado Cooper Green, un viejo amigo de Aldo Burrows, para que éste los ayude a comprobar la inocencia de Lincoln por medio de una cinta de audio.

## Resumen
Este capítulo comienza cuando Michael (Wentworth Miller), Lincoln (Dominic Purcell) y Sara (Sarah Wayne Callies) acaban de oír el contenido de la grabación que Sara encuentra en la caja de seguridad del club de su padre. La grabación puede exonerar a Lincoln y apunta directamente a la trama de corrupción en la que está implicada la presidenta Caroline Reynolds.
Deciden sin embargo, que no pueden dejar dicha grabación en manos de la prensa ni de los jueces, ya que la Compañía y la misma presidenta serán capaces de desacreditarla y hacerla desaparecer. Deciden que una antigua compañera de Aldo, Jane Phillips, quien actualmente está cuidando de LJ, puede ponerles en contacto con alguien con poder suficiente que sea capaz de ayudarles con la grabación, ella les sugiere reunirse con un hombre llamado Cooper Green (Kevin Dunn). Cuando Michael, procura contactarse con Green, otro hombre responde la llamada y acuerdan un encuentro con esta persona, escrutando previamente sus movimientos para deshacerse de los agentes, que lo siguen y finalmente se encuentra con Michael en el sótano de un museo cercano. 
No obstante, Sara coincide con un antiguo asesor personal de su padre, que la convence para que vuelva a confiar en él y a ponerle en contacto con el verdadero Cooper Green. Sara avisa a Lincoln para que vaya en rescate de Michael antes de que caiga en la trampa del falso agente y juntos se reúnen de nuevo con ella para volver a escuchar la grabación junto con el agente que se ofrece a ayudarles.
El agente Mahone (William Fichtner) está en compañía del capturado Franklin (Rockmond Dunbar), quien tiende un anzuelo a Michael a través de un foro de Internet pero ante la ausencia de respuesta de éste, y viendo que Michael y Lincoln están cercados y serán capturados en breve, el agente pide a Frank que utilice el contenido de un paquete que va a entregarle esa misma tarde en su celda, bajo amenazas de matar a su mujer y su hija y que contiene una soga. Más tarde en una visita, Frank se despide de su mujer y sin que esta entienda la razón, se marcha. Una vez ya en su celda, este (aparentemente) se suicida con la soga.
T-Bag (Robert Knepper) visita a un psicólogo donde recibe una sesión y luego, aprovechando el parecido físico con el psicólogo, le asesina y le roba la identidad. Con esto, se presenta en un aeropuerto donde coge un avión con destino a Bangkok y con escala en Chicago.
Brad Bellick (Wade Williams) exige a Mahone que le de una recompensa por haberle llevado hasta Patoshik y este le ofrece mejorar la cantidad que va a percibir si es capaz de detener a Fernando Sucre (Amaury Nolasco), que ya se encuentra en México con Maricruz (Camille Guaty) en casa de una tía de este. Bellick acepta y se pone manos a la obra cogiendo el mismo avión que T-Bag, solo que en distintas secciones, por lo que de momento no se ven.
El agente Mahone investiga la zona donde Michael Scofield se reunió con el falso Cooper Green y deduce que estos tenían visión directa. Utilizando fotos de los fugados y de la doctora Tancredi, encuentra el hotel donde la recepcionista (Naima Lett) reconoce a la doctora y le facilita el número de habitación donde se alojan.
Mientras tanto en la habitación, Cooper Green llega a la conclusión de que la grabación no podrá usarse en un hipotético juicio, al no haber pruebas fehacientes de la autenticidad de la misma, pero que sin embargo si podrá usarse para chantajear a la presidenta y que esta les dé el indulto presidencial. Lincoln se alegra notablemente ante la noticia, y comenta: la persona que me encerró es la que me devolverá la libertad. 
No obstante, en ese mismo momento un desahuciado por todos, el agente Kellerman, se encuentra en un balcón por donde verá pasar de manera priviliegiada a la presidenta y donde se propone asesinarla.

## Audiencia
Un promedio de 9.39 millones de espectadores atrajo este capítulo en su estreno por FOX en los Estados Unidos, en el segundo lugar de su horario, con un rating de la casa de 5.4% y un promedio de 9% de la casa.